# Pontecorvo
Pontecorvo település Olaszországban, Lazio régióban, Frosinone megyében. Lakosainak száma 12 333 fő (2023. január 1.). Pontecorvo Campodimele, Castrocielo, Esperia, Pignataro Interamna, San Giovanni Incarico, Aquino, Pico és Roccasecca községekkel határos.

## Népesség
A település lakossága az elmúlt években az alábbi módon változott:
| Lakosok száma | 13 365 | 13 125 | 12 333 |
|               | 2010   | 2018   | 2023   |